# Frausseilles
Frausseilles är en kommun i departementet Tarn i regionen Occitanien i södra Frankrike. Kommunen ligger i kantonen Cordes-sur-Ciel som tillhör arrondissementet Albi. År 2022 hade Frausseilles 79 invånare.

## Befolkningsutveckling
Antalet invånare i kommunen Frausseilles
| Referens: INSEE |